# Província de Cadis
Cadis (en castellà, Cádiz) és una província d'Andalusia, en la part de l'Andalusia Occidental. La seua capital és la ciutat homònima. Compta amb 1.178.773 hab. i una superfície de 7.385 km². Gaudeix un dels climes més benignes de la península Ibèrica durant bona part de l'any. Destaquen les seues platges llargues i de sorra fina, moltes d'elles encara no urbanitzades ni gaire explotades turísticament.
També cal esmentar la Serra de Grazalema, en què es troba "El Pinsapar" (declarat Parc Natural i Reserva de la Biosfera) i, en contrast amb la resta de la província, la zona amb l'índex de pluges més alt de la Península, i el Parc Natural de Los Alcornocales.